# Список плебейских родов Древнего Рима
Список плебейских родов Древнего Рима включает родовые имена (номены), из которых, согласно сохранившимся источникам, известно не менее двух представителей.

## А
- Авлии;
- Аврелии;
- Азинии;
- Аквилии (был одноимённый патрицианский род);
- Актории;
- Акутилии[1];
- Акуции;
- Акции;
- Альбинии;
- Альфии;
- Амбивии;
- Ампудии;
- Аниции;
- Аннии;
- Антистии;
- Антонии (был одноимённый патрицианский род);
- Апронии;
- Аппулеи;
- Апусции;
- Аррии;
- Аррунции;
- Артикулеи;
- Артории;
- Аттеи;
- Атии;
- Атилии (был одноимённый патрицианский род);
- Аусидии;
- Ауфидии (Овидии);
- Афрании;
- Ацилии

## Б
- Бабуллии;
- Бебии;
- Беллиции;
- Бруттии;
- Буссении

## В
- Вальгии;
- Валерии (был одноимённый патрицианский род);
- Варгунтеи;
- Варии;
- Ватинии;
- Вегеции;
- Ведии;
- Веллеи;
- Веннонии;
- Вентидии;
- Венулеи[2];
- Верании;
- Вергилии;
- Вергинии (был одноимённый патрицианский род);
- Веррии;
- Веттии;
- Ветурии (был одноимённый патрицианский род);
- Вибидии;
- Вибии;
- Вибулеи;
- Вибуллии;
- Виллии;
- Виннии;
- Виниции;
- Випсании;
- Вириазии;
- Вирии;
- Виселлии;
- Вителлии (был одноимённый патрицианский род);
- Витрувии;
- Воконии;
- Волькации;
- Волузии;
- Волумнии (был одноимённый патрицианский род);
- Вольсции

## Г
- Габинии;
- Гавии;
- Галерии;
- Галлии;
- Галлонии;
- Гатерии[3][4][5][6];
- Геллии;
- Гельвидии;
- Гельвии;
- Геминии;
- Гении;
- Генуции (был одноимённый патрицианский род);
- Генуцилии[7];
- Гереннии;
- Гирции;
- Гордеонии;
- Гортензии;
- Грании;
- Гратидии;
- Грецеи

## Д
- Дексии;
- Децидии;
- Деции;
- Децимии;
- Дидии;
- Домиции;
- Дуилии;
- Дуронии

## И
- Икции
- Ицилии

## К
- Калидии;
- Кальвизии;
- Кальвии;
- Кальпурнии;
- Канидии;
- Канинии;
- Кантилии;
- Канулеи;
- Карвилии;
- Карминии;
- Кассии (был одноимённый патрицианский род);
- Катии;
- Квинтилии (был одноимённый патрицианский род);
- Киспии;
- Клавдии (был одноимённый патрицианский род);
- Клувии;
- Клуенции;
- Кокцеи;
- Коминии (был одноимённый патрицианский род);
- Консидии;
- Констанции;
- Копонии;
- Корнелии (был одноимённый патрицианский род);
- Корнифиции;
- Корункании;
- Корфидии[8][9][10];
- Косконии;
- Коссинии;
- Коссуции;
- Крепереи;
- Куриации (был одноимённый патрицианский род);
- Курии;
- Курцилии

## Л
- Лаберии;
- Ларонии;
- Латерии;
- Латинии;
- Лауфеи[11][12][13][14][15];
- Лелии;
- Лении;
- Летилии;
- Летории;
- Ливии;
- Лигарии;
- Ликкулеи[11][16][17];
- Лицинии;
- Лоллии;
- Лукании;
- Лукреции (был одноимённый патрицианский род);
- Лукцеи;
- Лутации;
- Луттии[18][19];
- Луцилии

## М
- Магии;
- Маллии;
- Мамилии;
- Манилии;
- Манлии (был одноимённый патрицианский род);
- Марии;
- Марции (был одноимённый патрицианский род);
- Марцилии;
- Матии;
- Мелии (был одноимённый патрицианский род);
- Меммии;
- Менении (был одноимённый патрицианский род);
- Мении;
- Мессии;
- Меттии;
- Меции;
- Мецилии;
- Минации;
- Минуции (был одноимённый патрицианский род);
- Музонии;
- Муммии;
- Мунации;
- Муции (был одноимённый патрицианский род)

## Н
- Насидии;
- Невии;
- Нерации;
- Нерии;
- Нигидии;
- Ниннии;
- Новии;
- Нонии;
- Норбании;
- Нумерии;
- Нумидии;
- Нумизии;
- Нумитории;
- Нумиции (был одноимённый патрицианский род);
- Нуммии;
- Нумонии;
- Нуннулеи

## О
- Овидии;
- Огульнии;
- Октавии;
- Оллии;
- Опимии;
- Оппии (был одноимённый патрицианский род);
- Опсилии;
- Остории;
- Отацилии;
- Офилии

## П
- Паконии;
- Пакувии;
- Пакции;
- Папии;
- Папирии (был одноимённый патрицианский род);
- Педании;
- Педии;
- Педуцеи;
- Перперны;
- Персии;
- Песценнии;
- Петелии;
- Петилии;
- Петреи;
- Петронии;
- Петтии;
- Питуании;
- Плавтии;
- Планции;
- Плетории;
- Плинии;
- Помпеи;
- Помпилии;
- Помпонии;
- Понтии;
- Попиллии;
- Поппеи;
- Порции;
- Процилии;
- Публилии;
- Публиции;
- Пупии

## Р
- Рабирии;
- Рабулеи (был одноимённый патрицианский род);
- Рацилии;
- Росции;
- Рубеллии;
- Рубрии;
- Рузии;
- Рупилии;
- Руспулеи[20][21];
- Рутилии (был одноимённый патрицианский род);
- Руфрии

## С
- Саллюстии;
- Салонии;
- Сальвии;
- Санквинии;
- Сатрии;
- Сауфеи;
- Светонии;
- Сеи;
- Секстии;
- Секстилии;
- Семпронии (был одноимённый патрицианский род);
- Сении;
- Сентии;
- Септимии;
- Сервеи;
- Сервилии (был одноимённый патрицианский род);
- Серии[англ.];
- Сикции;
- Силии;
- Сицинии (был одноимённый патрицианский род);
- Скапции;
- Скрибонии;
- Сорнатии;
- Сосии;
- Стаберии;
- Статилии;
- Статории;
- Статулеи;
- Стации;
- Стертинии;
- Суиллии

## Т
- Тадии;
- Танузии;
- Теренции;
- Тетрилии/Тетринии;
- Теттии;
- Тиллии;
- Тинеи;
- Титурии;
- Тиции;
- Тицинии (был одноимённый патрицианский род);
- Торании;
- Тории;
- Требеллии;
- Требии;
- Требонии;
- Тремеллии;
- Тудиции[22];
- Туллии (был одноимённый патрицианский род);
- Туннии[23];
- Турии;
- Турпилии;
- Тутилии;
- Туции[24][25]

## У
- Ульпии;
- Уммидии;
- Урбинии

## Ф
- Фабриции;
- Фавонии;
- Фаннии;
- Феценнии;
- Флавии;
- Флаволеи;
- Фламинии;
- Фонтеи;
- Фульвии;
- Фульцинии;
- Фундании;
- Фурии (был одноимённый патрицианский род);
- Фурнии;
- Фуфидии;
- Фуфии;
- Фуфиции

## Ц
- Цедиции;
- Цейонии;
- Цезеннии;
- Цезии;
- Цезонии;
- Цезулеи;
- Целии;
- Центении;
- Церварии;
- Цервии;
- Цестии;
- Цецилии;
- Цецины;
- Цильнии;
- Цинции

## Э
- Эгнатулеи
- Эгнации
- Элии
- Эмилии (был одноимённый патрицианский род)
- Эруции

## Ю
- Ювенции;
- Юлии (был одноимённый патрицианский род);
- Юнии (был одноимённый патрицианский род)